# Bonnefoi
Bonnefoi é uma comuna francesa na região administrativa da Normandia, no departamento Orne. Estende-se por uma área de 5,32 km². Em 2010 a comuna tinha 191 habitantes (densidade: 35,9 hab./km²).